# 布格多夫
布格多夫（德語：Burgdorf，發音：[ˈbʊʁkˌdɔʁf] ⓘ）是德国下萨克森州汉诺威地区的城市，面积112.56平方千米，2023年12月31日人口为31,302人。